# Удряк
Удряк (баш. Өйҙөрәк) — деревня в Чишминском районе Республики Башкортостан Российской Федерации. Входит в состав Сафаровского сельсовета, деревня расположена на реке Удряк.

## География

### Географическое положение
Расстояние до:
- районного центра (Чишмы): 19 км,
- центра сельсовета (Сафарово): 7 км,
- ближайшей ж/д станции (Чишмы): 19 км.

## Население
| 2002 | 2009 | 2010 |
| ---- | ---- | ---- |
| 397  | ↗444 | ↘431 |

Национальный состав
Согласно переписи 2002 года, преобладающая национальность — татары (71 %).